# ヴィーナスとキューピッドとリュート奏者 (フィッツウィリアム美術館)
『ヴィーナスとキューピッドとリュート奏者』（ヴィーナスとキューピッドとリュートそうしゃ、伊: Venere e il suonare di liuto、英: Venus and Cupid with a Lute-player）は、イタリア盛期ルネサンスのヴェネツィア派の巨匠ティツィアーノ・ヴェチェッリオが1555-1565年ごろ、キャンバス上に油彩で制作した絵画である。ティツィアーノは、愛の女神ヴィーナスをオルガン奏者とともに描いた作品 (プラド美術館の『ヴィーナスとオルガン奏者と犬』と『ヴィーナスとオルガン奏者とキューピッド』、ベルリン絵画館 の『ヴィーナスとオルガン奏者』) も残している (『ヴィーナスと音楽奏者』を参照) が、本作はメトロポリタン美術館の『ヴィーナスとキューピッドとリュート奏者』同様、ヴィーナスをリュート奏者とともに描いている。作品は1815年以来、ケンブリッジのフィッツウィリアム美術館に所蔵されている。

## 来歴
本作は神聖ローマ皇帝ルドルフ2世が所有していたもので、1621年のプラハの皇室コレクションの目録に記されている。その後、このコレクションの最良部分の歴史をたどった。1648年にはスウェーデン軍により略奪され、スウェーデン女王クリスティーナが退位した際、彼女はローマへと作品を移した。彼女の死後、オルレアン・コレクションに売却され、最終的にフランス革命後、ロンドンで競売にかけられた。作品は1798年、または1799年にフィッツウィリアム子爵リチャードに購入され、1816年の彼の死後、その遺贈されたコレクションからなる美術館が創立された。

## 作品
本作は、ルネサンスの求愛のしきたり（愛の称揚の対象は美、その表現手段は詩と音楽である）を絵画に集大成している。16世紀風の流行の衣装を着けた宮廷音楽家が、最愛の人の象徴である愛の女神ヴィーナスにセレナーデを奏している。物語は、ヴィーナスの頭部に向けられた彼の熱烈な眼差しに導かれて左から右へと展開する。ヴィーナスはキューピッドに冠を捧げられながら、はるかな天空を見つめている。
新プラトン主義の概念に敬意を表して、ティツィアーノは地上的なものから天上的なものへ、俗愛から聖愛へ、という段階を容認する愛の勝利を画面に創造している。マルシリオ・フィチーノは、プラトンの『饗宴』の評釈に「美に3種類ある」と以下のように記した。「魂のそれ、肉体のそれ、音声のそれである。魂のそれは心によって了解され、肉体のそれは眼を、音声のそれは耳を通して知覚される。愛は常に心と眼と耳の充足である」。
ティツィアーノの絵画はわけても完全な感覚体験であり、フィチーノが是認するそうした感覚同様に「より低次元」の触覚にも直接訴えるものである。しかし、本作はけっして抽象的学説の図解ではない。人間の営みが展開し、音楽によって効果的に表現され、調整されている。楽譜が開かれ、廷臣はリュートに合わせてマドリガルを歌い、一方女神ヴィーナスはつい先刻まで奏していたリコーダーをまだ手にしている。過去、現在、未来におよぶ音楽は、時間を明瞭に表す基本的表現手段である。ティツィアーノの友人ピエトロ・アレティーノが女性について記しているように、「奏楽と歌唱と詩作の知識は…彼女らの貞淑の門を開けるその鍵にほかならない」。
絵画は音楽家と女神の特殊な関係を物語る以上に、鑑賞者にも直接語りかけてくる。巧みに描かれたみずみずしい裸体は、明らかに鑑賞者の楽しみのために正面に向けられている。さらに、画面下部右端に立てかけられたヴィオラ・ダ・ガンバは絵画の枠を越えてその弾き手を待ち、鑑賞者を暗黙裡にコンサートへと誘っており、美の享受に十分にあずからせるのである。